# Premio Lilienfeld

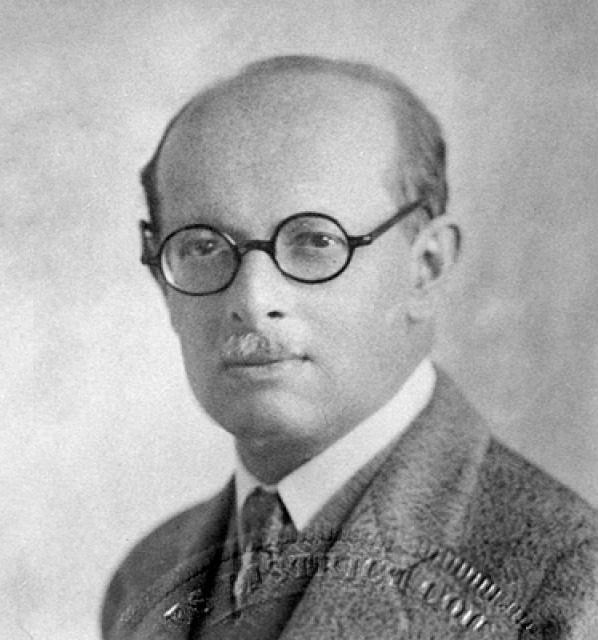
Julius Edgar Lilienfeld

El premio Lilienfeld de la American Physical Society fue establecido en 1988 bajo los términos de un legado de Beatrice Lilienfeld en memoria de su esposo, Julius Edgar Lilienfeld.
El premio se otorga, por sus sobresalientes contribuciones a la física, a un único individuo que también tiene habilidades excepcionales en sus conferencias a diversas audiencias.
Los premiados han sido:
- 1989: N. David Mermin
- 1990: Michael V. Berry
- 1991: Daniel Kleppner
- 1992: Alan H. Guth and Claude Cohen-Tannoudji
- 1993: David N. Schramm
- 1994: Marvin L. Cohen
- 1995: Valentine A. Telegdi
- 1996: Kip Stephen Thorne
- 1997: Michael S. Turner
- 1998: Douglas James Scalapino
- 1999: Stephen William Hawking
- 2000: Robert J. Birgeneau
- 2001: Lawrence M. Krauss
- 2002: No otorgado
- 2003: Frank A. Wilczek
- 2004: H. Jeff Kimble
- 2005: Robert Hamilton Austin
- 2006: Mikhail Shifman
- 2007: Lisa Randall
- 2008: H. Eugene Stanley
- 2009: Ramamurti Shankar
- 2010: David K. Campbell
- 2011: Gerald Gabrielse
- 2012: Gordon Kane
- 2013: Margaret Geller
- 2014: Edward Ott
- 2015: David Awschalom
- 2016: David Pines
- 2017: Martin Rees
- 2018: Naomi Halas
- 2019: Katherine Freese
- 2020: Joel Primack
- 2021: William M. Jackson
- 2022: Chang Kee Jung
- 2023: Albert-László Barabási
- 2024: Edward Kolb
- 2025: Bharat Ratra